# Ljetnikovac na Zlatnom jezeru (1981.)
Ljetnikovac na Zlatnom jezeru (eng. On Golden Pond) je američka drama Marka Rydella iz 1981. temeljena na istoimenom kazališnom komadu iz 1979.
Priča se vrti oko starog bračnog para Ethel i Normana Thayera koji svako ljeto provode u svojem domu na Zlatnom jezeru. Tijekom godine u kojoj se odvija priča, posjećuje ih kćer Chelsea sa svojim zaručnikom Billom i njegovim sinom Billyjem. Film govori o odnosu mlade žene sa svojim ocem dok je odrastala, poteškoćama s kojima se par suočava u zadnjim godinama dugog braka i odnosu Normana i Billyja dok njegov otac i Chelsea putuju Europom.

## Produkcija
Jane Fonda otkupila je prava na komad posebno za svog oca, Henryja Fondu, kako bi odigrao ulogu čangrizavog Normana Thayera. Odnos otac-kćer na filmu imao je dosta poveznica sa stvarnim odnosima među Fondama.
Unatoč zajedničkim poznanstvima i dugim karijerama u šou biznisu, Henry Fonda i Katharine Hepburn ne samo da nikad nisu radili zajedno, nego se nisu ni upoznali prije snimanja ovog filma. Prvog dana snimanja, Hepburn je dala Fondi "sretni" šešir svoje dugogodišnjeg životnog suputnika Spencera Tracyja, kojeg je ovaj nosio u filmu.
Scenarist Thompson provodio je svoja ljeta na obalama Zlatnog jezera smještenog u Belgradeu u Maineu, ali je film snimljen na jezeru Squam u središnjem New Hampshireu. Kuća korištena u filmu posuđena je od liječnika iz New Hampshirea te je preuređena posebno zbog snimanja. Produkcijska kompanija bila je ugovorom obvezana vratiti kuću u prvobitno stanje po završetku snimanja. Na zahtjev scenografa, iznad dnevnog boravka je dodan cijeli drugi kat. Vlasniku ljetnikovca toliko se svidjela renovacija da je zamolio ekipu da ostavi drugi kat.
Hepburn je sama izvela sve svoje kaskaderske scene, uključujući plivanje. Scena u kojoj se Norman i Billy čamcem zalijeću u stijene snimana je nekoliko puta jer je čamac bio tako čvrst da se samo odbijao od stijenja bez ikakvog oštećenja. Ekipa je morala modificirati brod kako bi se mogao razbiti. Razina vode u jezeru Squam bila je tako niska tijekom ljetne produkcije da su Fonda i Doug McKeon mogli stajati tijekom scene u kojoj su se trebali držati za stijene da ne potonu. Rujanska voda bila je jako niska, ali ipak toliko hladna da su obojica morala nositi gumena odijela ispod odjeće. Hepburn je, s druge strane, skočila u vodu bez odijela jer je željela da scena ostane autentična. Scene u kojima Billy sam vozi čamac snimljene su pokraj jezera Winnipesaukee.
Sa zaradom od 119,285,432 dolara, Ljetnikovac na Zlatnom jezeru je bio drugi najuspješniji film godine, iza Otimača izgubljenog kovčega koji je zaradio 209,562,121 dolar.

## Glumci
- Katharine Hepburn - Ethel Thayer
- Henry Fonda - Norman Thayer Jr.
- Jane Fonda - Chelsea Thayer Wayne
- Doug McKeon - Billy Ray
- Dabney Coleman - Bill Ray

## Kritike
Roger Ebert iz Chicago Sun-Timesa je primijetio kako je "Ljetnikovac na Zlatnom jezeru blago na mnogo načina, od kojih je najbolje, mislim, to da sam mogao vjerovati u njega. Mogao sam vjerovati u glavne junake i njihove odnose, i u stvari koje su osjećali jedni za druge, a bilo je i nekoliko trenutaka kad je film bio svjedok ljudskom razvoju i promjeni. Otišao sam iz kina osjećajući se dobro i ugodno, te s određenom odlukom da pokušam poboljšati vlastite odnose i naučim bolje slušati ... gledajući film, osjećao sam da svjedočim nečem rijetkom i vrijednom."
Vincent Canby iz New York Timesa u svojoj je recenziji naglasio, "Kao uspješan broadwayski komad, Ljetnikovac na Zlatnom jezeru je obrađeni američki sir, gladak, beskrajno rastezljiv i blag, s bojom koju dodaju glumci ... film ... iako američki sir, ali njegove zvijezde - Henry Fonda, Katharine Hepburn, Jane Fonda i Dabney Coleman - dodaju još više boje ovom pasteriziranom proizvodu. Ljetnikovac na Zlatnom jezeru sada ima okus dobrog starog cheddara ... G. Gonda igra jednu od svojih najboljih izvedbi svoje duge, uistinu jedinstvene karijere. U ovom filmu gluma mu je najvišem nivou ... Gđica. Hepburn ... također je u dobroj formi. Jedna od najboljih stvari kad je o njoj kao glumici riječ je način na koji odgovara svojim snažnim partnerima ... treba joj podrška, izazov i interakcija. G. Fonda je najbolje što joj se dogodilo nakon Spencera Tracyja i Humphreyja Bogarta ... dodatna ugodnost je prilika da se vidi Dabney Coleman u ulozi koja prelazi okvire karikatura koje obično igra ... Ljetnikovac na Zlatnom jezeru je pomiješani blagoslov, ali nudi jednu izvedbu iznimne kvalitete i tri druge koje su vrlo dobre. To ipak nije poluloše."
David Kehr iz Chicago Readera nazvao je Ljetnikovac "filmskim ekvivalentom pakiranja u kojem su ideje, osjećaji, likovi i slike uredno odvojeni i hermetički zatvoreni kako bi se spriječilo kvarenje, ispiranje ili bilo kakav kontakt s prirodnim svijetom ... Svijetli, banalni vizualni stil Marka Rydella dodatno sterilizira stvari. Film zrači samodopadnošću; to je čisti primjerak jeftine umjetnosti."
TV Guide ocijenio je film s tri i pol od četiri moguće zvjezdice, nazvavši ga "prekrasno snimljenim filmom punim gorčine, humora i (naravno) odlične glume ... nije moglo biti ljepše završne zavjese za Henryja Fondu od ove."
Time Out London kaže, "Dvoje omiljenih holivudskih veterana zaslužilo je bolji labuđi pjev od ove viskozne konfekcije."

## Nagrade i nominacije
- Oscar za najboljeg glavnog glumca (Henry Fonda)
- Oscar za najbolju glumicu (Katharine Hepburn)
- Oscar za najbolji adaptirani scenarij
- Oscar za najbolji film
- Oscar za najbolju sporednu glumicu (Jane Fonda)
- Oscar za najbolju fotografiju
- Oscar za najbolju fotografiju
- Oscar za najbolju montažu
- Oscar za najbolju originalnu glazbu
- Oscar za najbolji zvuk
- Zlatni globus za najbolji film – drama
- Zlatni globus za najboljeg glumca – drama (Henry Fonda)
- Zlatni globus za najbolji scenarij
- Zlatni globus za najbolju režiju
- Zlatni globus za najbolju glumicu – drama (Katharine Hepburn)
- Zlatni globus za najbolju sporednu glumicu (Jane Fonda)
- Nagrada Ceha američkih scenarista za najbolji adaptirani scenarij
- Nagrada Ceha američkih redatelja za najboljeg redatelja
- BAFTA za najbolju glumicu (Katharine Hepburn)
- BAFTA za najbolji film
- BAFTA za najboljeg glumca (Henry Fonda)
- BAFTA za najbolju sporednu glumicu (Jane Fonda)
- BAFTA za najbolju režiju
- BAFTA za najbolji scenarij
- Grammy za najbolji soundtrack album

## Vanjske poveznice
- Ljetnikovac na Zlatnom jezeru u internetskoj bazi filmova IMDb-a
- Ljetnikovac na Zlatnom jezeru na Rotten Tomatoes
- Ljetnikovac na Zlatnom jezeru na Box Office Mojo